# SK Svoboda Vič
SK Svoboda bio je slovenski nogometni klub iz Viča, četvrti Ljubljane, djelovao od 1929. do 1941. godine.
Godine 1933. klub preuzima ime SK Svoboda Ljubljana nakon spajanja istoimenog kluba s Primorjem.

## O klubu
Spajanjem Svobode iz centra Ljubljane s ASK Primorjem ostala je samo viška Svoboda (koja je osnovana 1929. godine, ali na početku djelovanja nije ostvarila zapaženije rezultate) te su svi igrači Svobode iz centra Ljubljane, koji navodno nisu bili dovoljno dobri za Primorje, prešli u višku Svobodu. Klub je tada preimenovan u SK Svoboda Ljubljana. Momčad obnovljene Svobode bila je potpuno drugačija od prethodne. Uglavnom su ga činili mlađi učenici i pripravnici, koji su bili puno mlađi od svojih nogometnih drugova u drugim ljubljanskim klubovima, ali su bili tehnički izvrsni. U drugoj polovici 1930-ih, SK Svoboda je zasigurno bio najtalentiraniji mladi nogometni tim u Sloveniji, a njegov je omladinski tim bio konstantno među najboljima u državi. Obnovljena SK Svoboda ostala je vjerna svojoj tradiciji; i u tom je razdoblju svoje djelovanje uglavnom posvećivalo općem obrazovanju svojih članova, a za njih je često organiziralo predavanja i razne oblike druženja u Radničkom domu.
SK Svoboda je u sezoni 1935./36. ostvarila promociju iz drugog u prvi razred sustava natjecanja Ljubljanskog nogometnog podsaveza (LJNP). Klub je potom igrao u prvom razredu u sezonama 1937./38., 1938./39. i 1939./40. u konkurenciji osam klubova. Jednom bio peti, a dvaput sedmi.

## Unutarnje poveznice
- Ljubljana

## Vanjske poveznice
- Zgodovina nogometa v Kraljevini SHS/Jugoslaviji in v času okupacije